# Ternate
Ternate là một hòn đảo thuộc quần đảo Maluku ở phía đông Indonesia. Đảo là trung tâm của Vương quốc Hồi giáo Ternate hùng mạnh trước đây. Ternate nằm ngoài khơi bờ biển của hòn đảo Halmahera lớn hơn.
Cũng giống như hòn đảo Tidore lân cận, Ternate là một đảo có hình nón. Hai đảo từng là những vương quốc Hồi giáo kình địch trong một giai đoạn lịch sử lâu dài. Chúng cũng từng là các nhà sản xuất đinh hương chính duy nhất trên thế giới về, một mặt hàng cho phép quốc vương của hai nước trở nên thịnh vượng và hùng mạnh nhất trong tất cả các quốc vương tại Indonesia hồi đó. Trong thời kỳ thuộc địa, Ternate là một thế lực kinh tế và chính trị chiếm ưu thế trên hầu khắp "quần đảo Maluku".

## Địa lý
Ternate bị thống trị bởi núi lửa Gamalama (1715 m). Một vụ phun trào vào năm 1840 đã phá hủy hầu hết các ngôi nhà trên đảo và các lần phun trào gần đây đã diễn ra vào các năm 1980, 1983, 1994 và 2011. Trong lần phun trào vào năm 2011, Indonesia đã phải đóng cửa sân bay nội địa gần núi lửa trong vài ngàu sau khi nó phát ra những đám tro cao tới 2.000 mét vào bầu khí quyển. Dưới chân núi là nơi những cây đinh hương mọc, và có thể leo lên đỉnh của núi lửa.
Hòn đảo nay có diện tích 76 kilômét vuông (29 dặm vuông Anh) và có tổng số cư dân là 145.143 vào tháng 7 năm 2003. Đô thị có tọa độ 0°47′B 127°22′Đ / 0,783°B 127,367°Đ.
Sân bay của đảo nằm dọc theo bờ biển đông bắc.
Đảo Hiri là một núi lửa hình nón nằm ở mũi phía bắc của Ternate. Cá sấu tràn vào hồ miệng núi lửa Tolire nằm ở phía tây bắc và được bao quanh bởi các vách đá thẳng đứng. Các bãi biển của Ternate bao gồm Sulamadaha (trên mũi phía bắc), Afetaduma và Jouburiki ở phía tây, và bãi biển tại làng Kastela ở đông nam.

## Hành chính

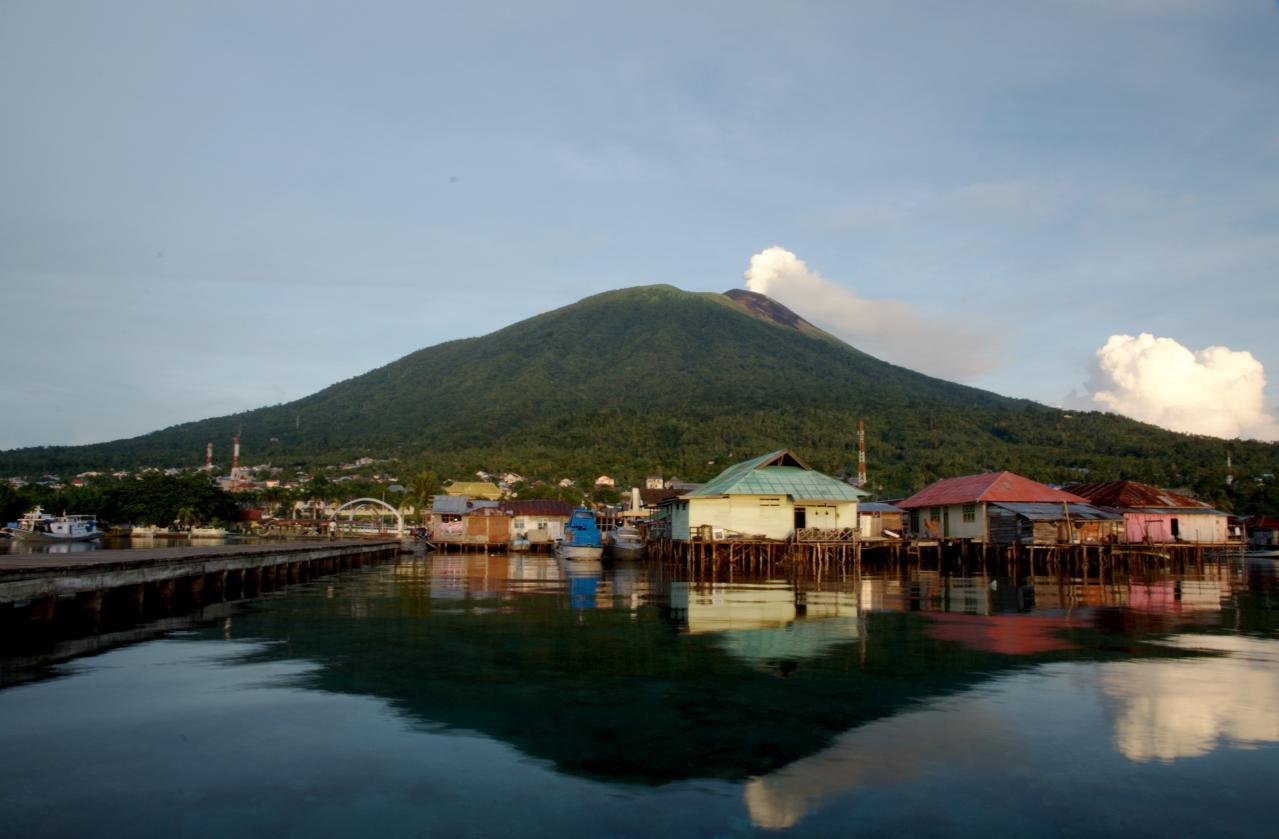
Quang cảnh núi lửa Ternate nhìn từ Dodoku Ali

Ternate về mặt hành chính là thành phố Ternate (Kota Ternate) thuộc tỉnh Bắc Maluku. Thành phố Ternate có bày phó quận (kecamatan):
- Pulau Ternate
- Moti
- Bắc Ternate
- Nam Ternate
- Trung Ternate
- Pulau Hiri
- Pulau-Pulau Batang Dua